# Scandalli
A Scandalli é uma empresa italiana fabricante de acordeões, com sede em Castelfidardo, província de Ancona, Itália. O presidente da empresa é Mirco Patarini.

## História
Em 1916, a Scandalli F.lli foi fundada em Camerano por Silvio Scandalli (1889-1977).
Hoje, a marca Scandalli é frequentemente utilizada na música sertaneja, chamamé, gaúcha e forró no Brasil.

## Acordeões
Alguns acordeões Scandalli:
- Super VI
- Super VI Extreme
- Super L
- Polifonico
- Cromo
- Bloom
- Intense
- Air

## Galeria

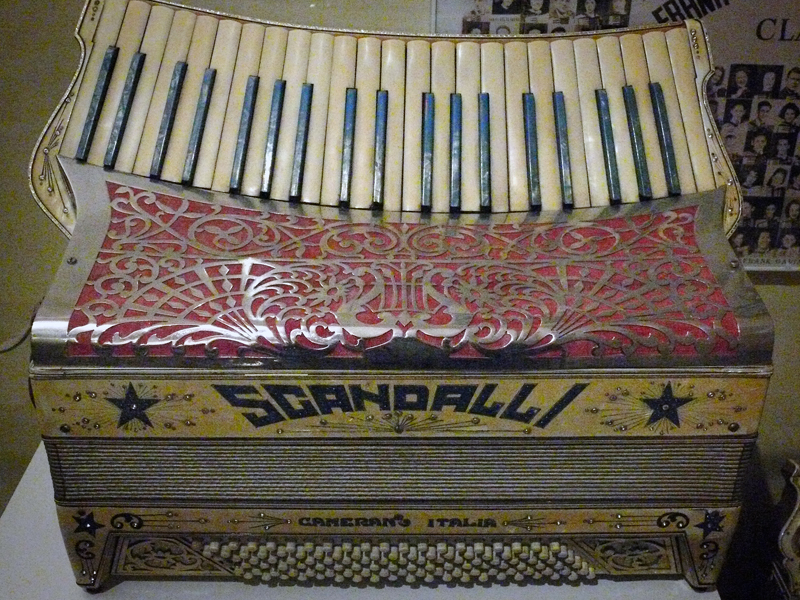
Acordeão Scandalli em Castelfidardo
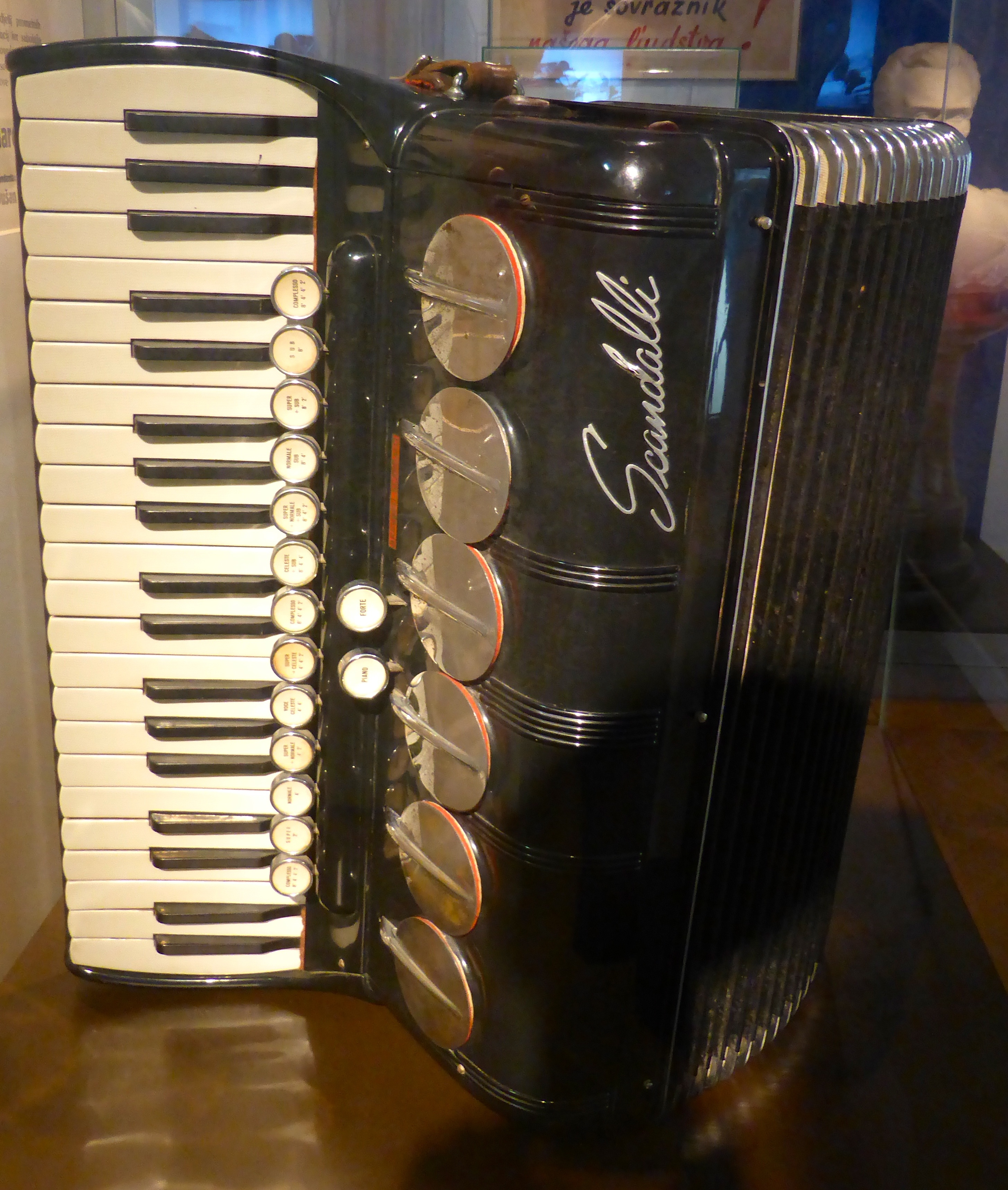
Acordeão Scandalli em Liubliana
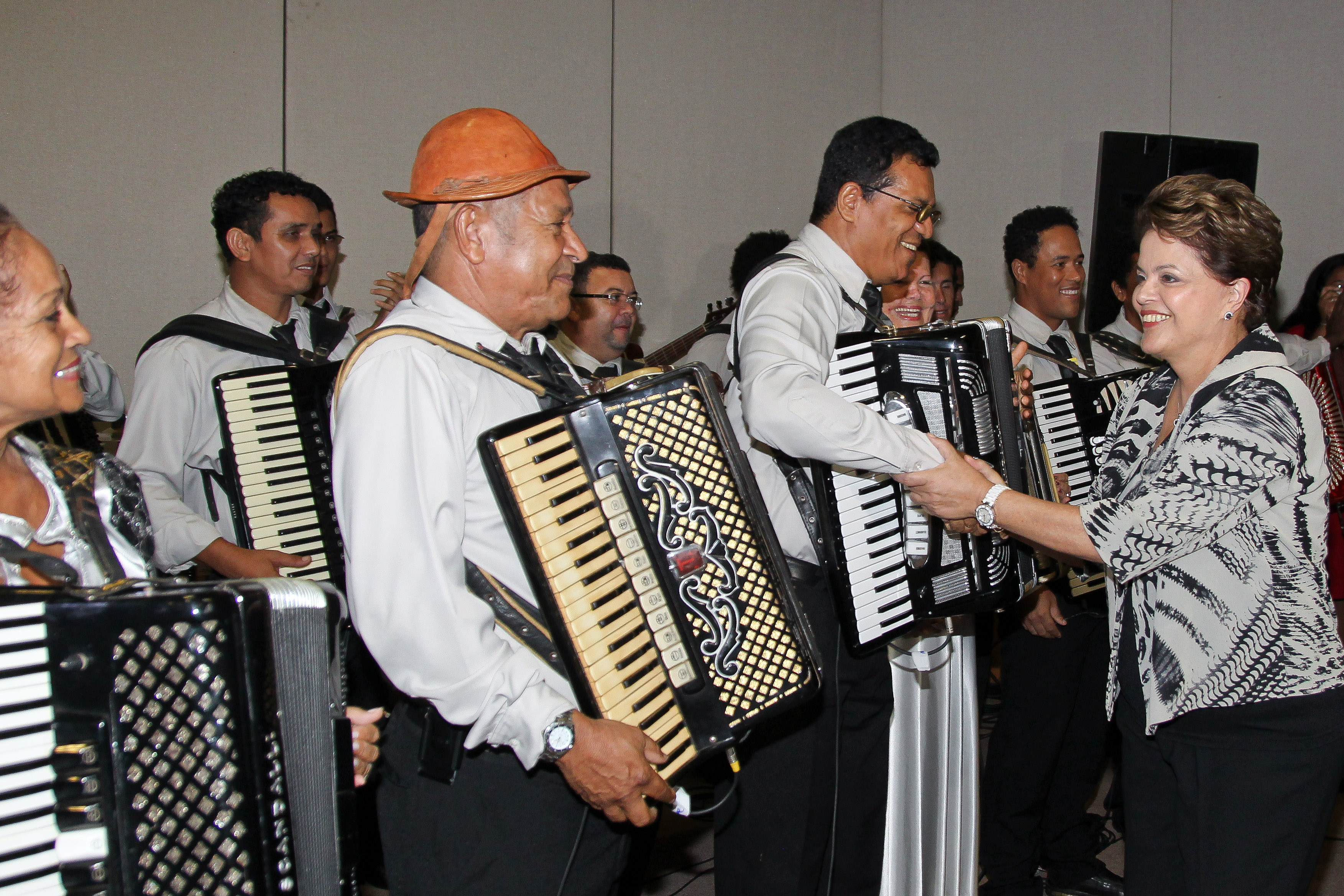
Presidenta Dilma Rousseff cumprimenta sanfoneiros da Orquestra Sanfônica de Aracaju na chegada à cerimônia de abertura do XII Fórum dos Governadores do Nordeste em 2011
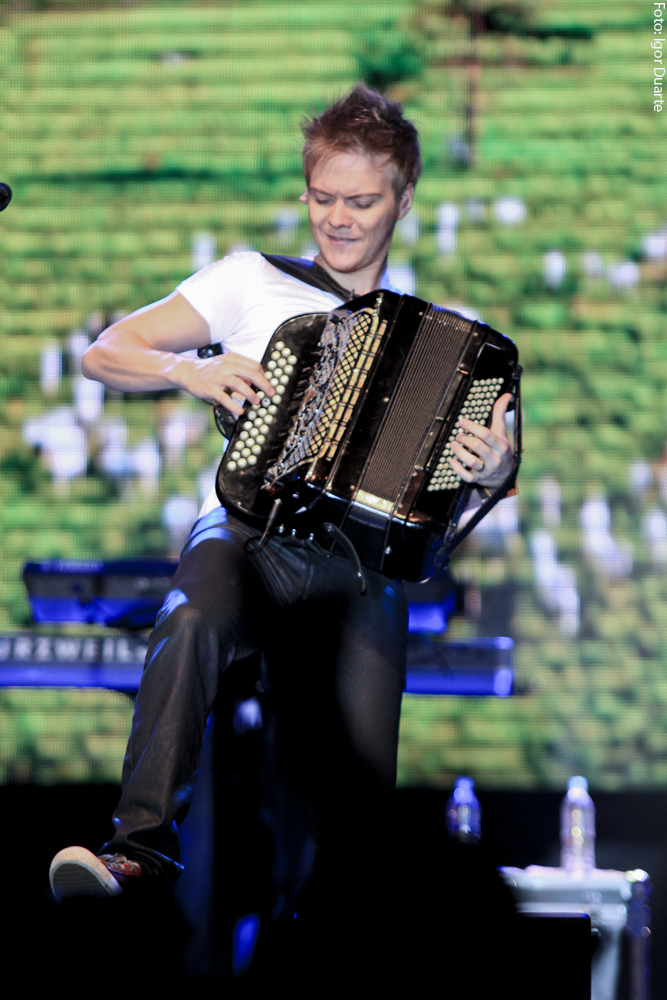
Michel Teló tocando uma Scandalli em Uberlândia, Minas Gerais
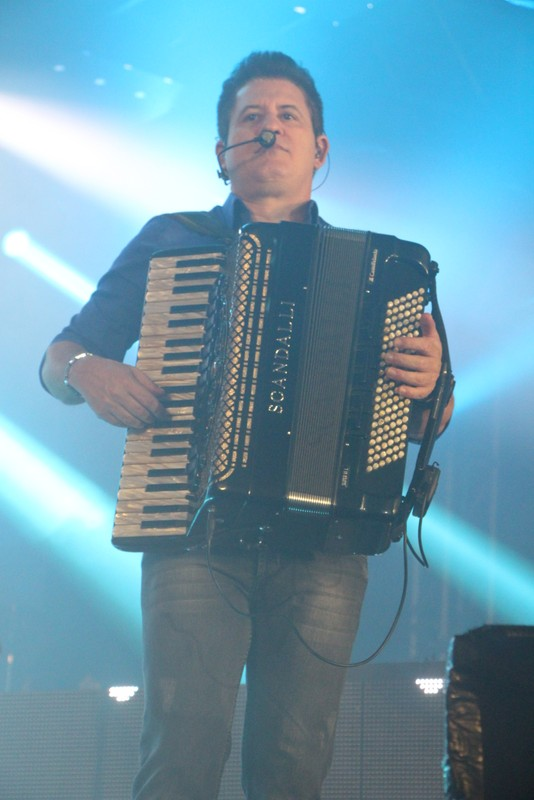
Marrone da dupla sertaneja Bruno e Marrone tocando uma Scandalli na Festa de 13 anos do Villa Country em São Paulo (SP)
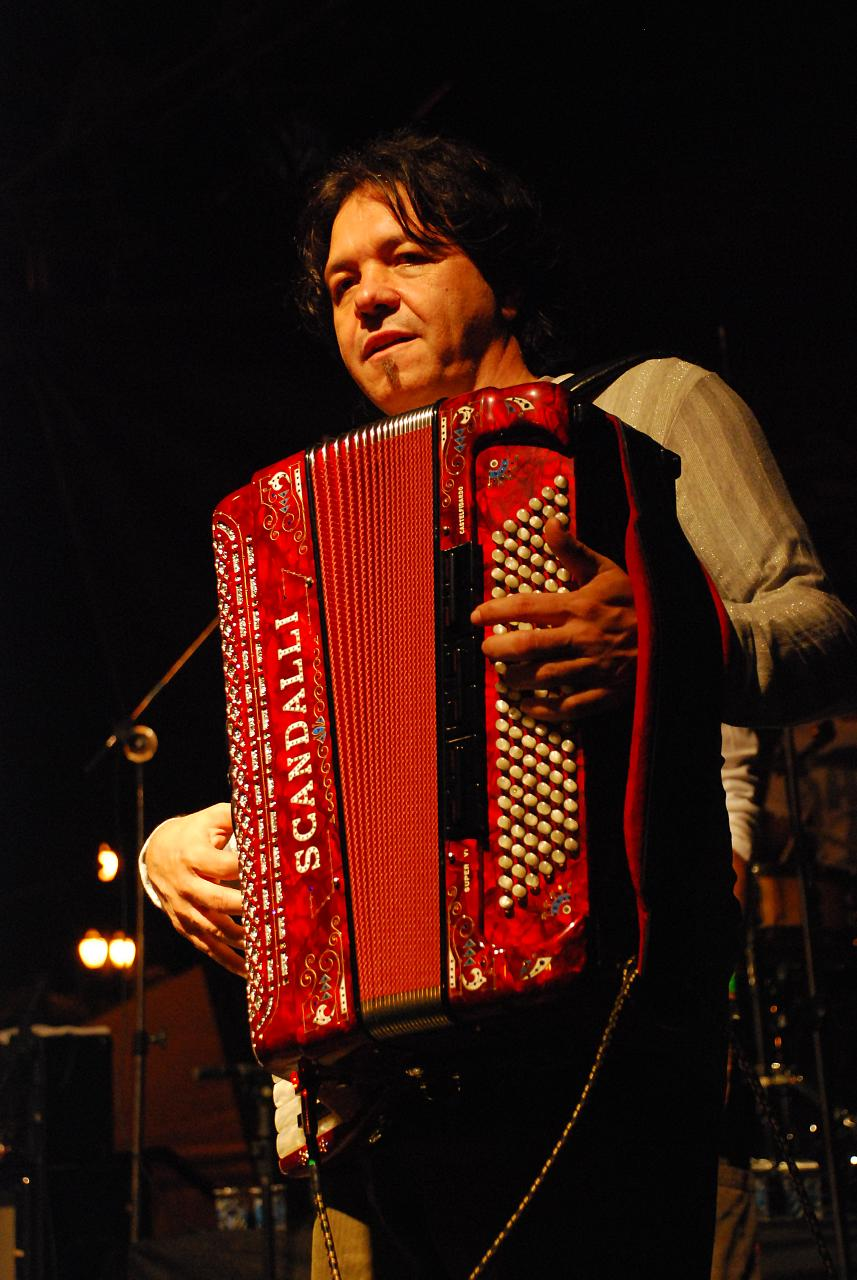
Sanfoneiro tocando uma Scandalli na 4ª edição da Virada Cultural em 2008 em São Paulo (SP)
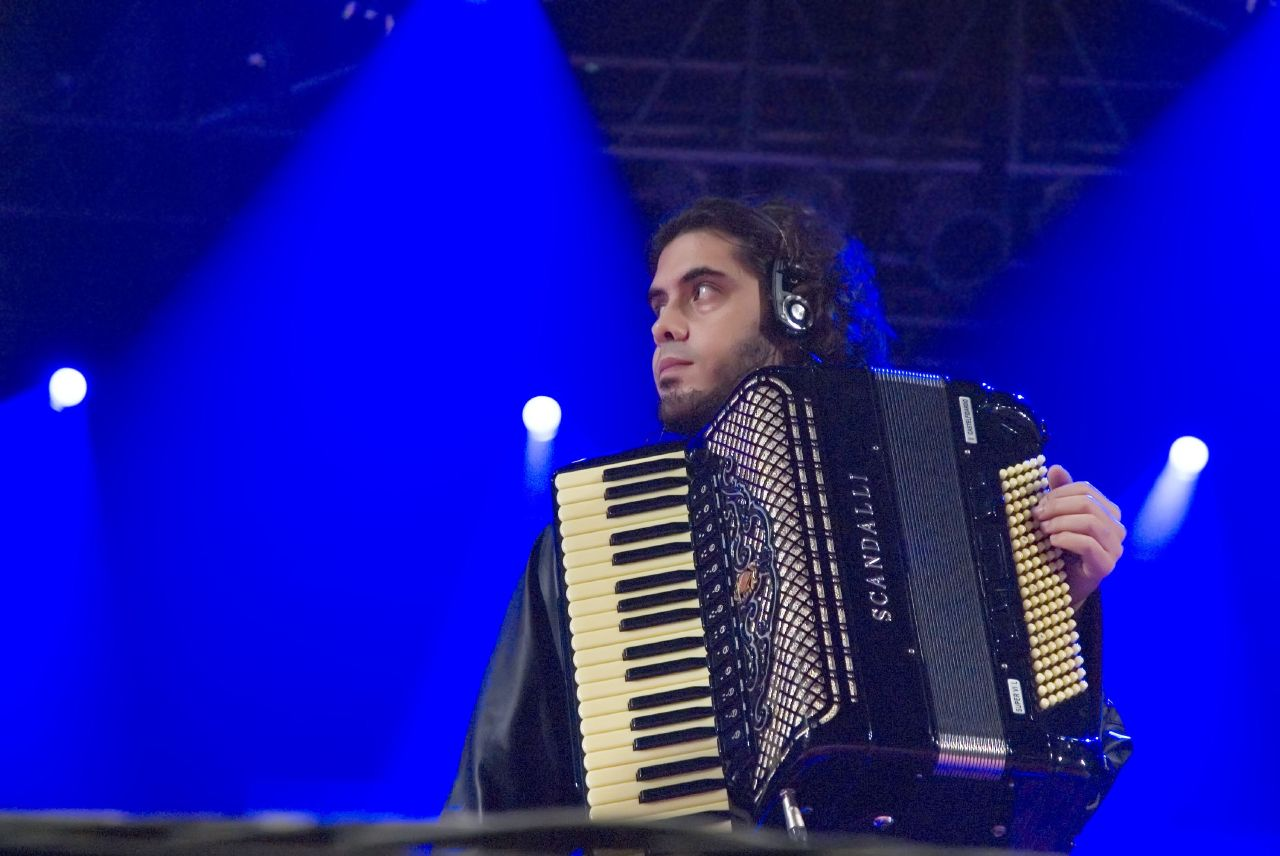
Sanfoneiro tocando com César Menotti & Fabiano
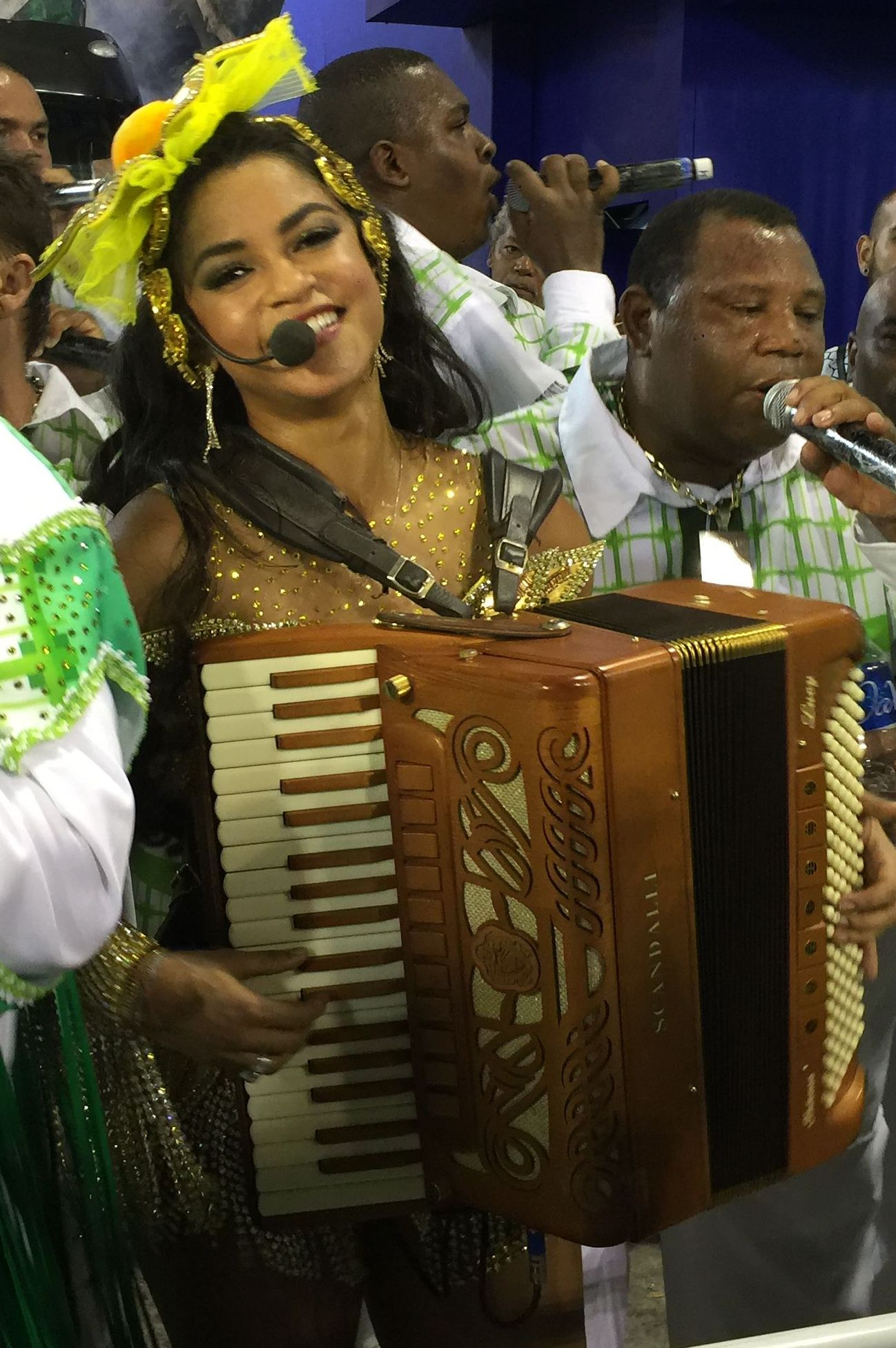
Lucy Alves participando do carro de som da Imperatriz Leopoldinense, no Carnaval do Rio de Janeiro 2016
Capa do álbum Lucy Alves & Clã Brasil no Forró do Seu Rosil, de Lucy Alves e Clã Brasil
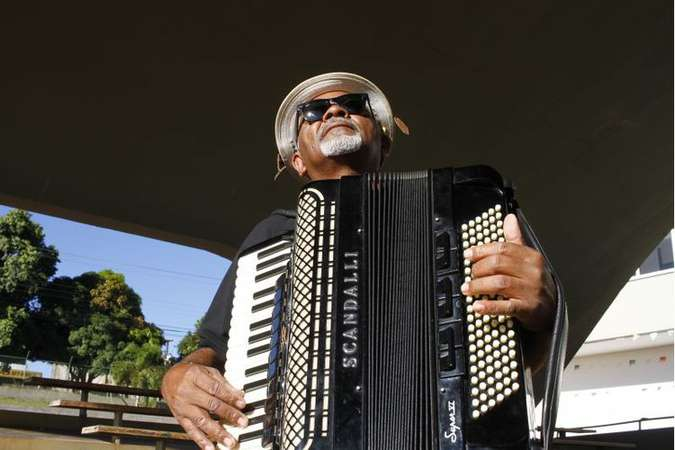
Sanfoneiro tocando uma Scandalli em Recife
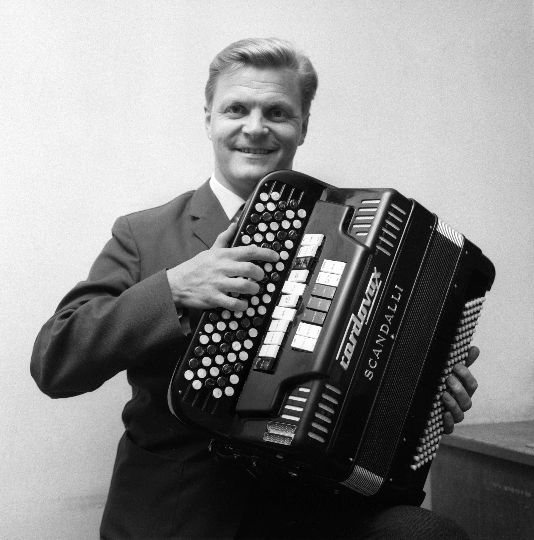
Veikko Ahvenainen com uma Scandalli em 1964